# Suus
Suus è un singolo della cantante kosovara Rona Nishliu, pubblicato dall'emittente radiotelevisiva Radio Televizioni Shqiptar nel 2012.
Il brano ha vinto il Festivali i Këngës 2011 e ha rappresentato l'Albania all'Eurovision Song Contest 2012, classificandosi al 5º posto nella finale dell'evento con 146 punti, ottenendo il miglior risultato della nazione alla manifestazione musicale internazionale.

## Composizione e pubblicazione
Il brano è stato scritto interamente in lingua albanese mentre il titolo Suus è il pronome possessivo declinato al nominativo della lingua latina. Il testo è stato scritto dalla stessa interprete mentre le musiche sono state composte da Florent Boshnjaku.

## Eurovision Song Contest
Nel dicembre del 2011 Nishliu ha partecipato alla 50ª edizione del Festivali i Këngës, qualificandosi prima alla finale e vincendo, poi, la manifestazione con 5 giudici su 7 che le hanno assegnato il punteggio massimo; ciò le ha dato il diritto di rappresentare l'Albania all'Eurovision Song Contest 2012, nel quale ha raggiunto il 2º posto nella 1ª semifinale del 22 maggio ed il 5º nella finale del 26, che sono le posizioni più alte raggiunte dallo Stato nelle semifinali ed in finale.

## Critica
Il brano ha ricevuto recensioni positive da Will Adams della versione britannica del The Huffington Post, che ha scritto di essere rimasto inizialmente scettico al primo ascolto ma di essersi ricreduto dopo aver capito che Nishliu ha pronunciato la parola qaj ("piangere" in italiano), affermando che ha compreso il punto che il brano è una ballata emozionalmente profonda.